# Caseras
 Caseras (oficialmente en catalán Caseres) es un municipio y localidad española de la provincia de Tarragona, en la comunidad autónoma de Cataluña. El término municipal, ubicado en la comarca de la Tierra Alta, tiene una población de 240 habitantes (INE 2024).

## Geografía
Pertenece a la comarca de la Tierra Alta y está situado al oeste de ésta, en el límite con Aragón, de relieve muy accidentado por la presencia de la sierra de Boja. Se ubica a 98 km de la capital provincial. El término municipal está atravesado por la carretera nacional N-420, entre los pK 783 y 792. El relieve del municipio es abrupto, con numerosos barrancos, destacando la noreste la sierra de Botja y al sureste la sierra dels Pesélls. El río Algars hace de límite por el oeste con la provincia de Teruel. La altitud oscila entre los 528 m al norte (Tossal de Mudèfer) y los 260 m a orillas del río Algars. El pueblo se alza a 323 m sobre el nivel del mar.
| Noroeste: Maella (Zaragoza)       | Norte: Batea           | Noreste: Batea y Bot             |
| Oeste: Calaceite (Teruel)         |                        | Este: Bot                        |
| Suroeste: Arens de Lledó (Teruel) | Sur: Horta de San Juan | Sureste: Bot y Horta de San Juan |

## Demografía
Cuenta con una población de 240 habitantes (INE 2024).
| Gráfica de evolución demográfica de Caseras entre 1842 y 2021 |
| |
| Población de derecho según los censos de población del INE Población de hecho según los censos de población del INEEn estos censos se denominaba Caseras: 1842, 1857, 1860, 1877, 1887, 1897, 1900, 1910, 1920, 1930, 1940, 1950, 1960, 1970 y 1981 |

| 610                       | 637 | 547 | 369 | 338 | 343 |
| (Fuente: INE [Consultar]) |     |     |     |     |     |

## Patrimonio
- Yacimiento arqueológico del Coll del Moro, en las afueras de la población.
- Restos del poblado ibero de La Gessera.
- Restos del castillo de Almudefer.